# Campazas
Campazas é um município da Espanha na província de León, comunidade autónoma de Castela e Leão, de área 20,87 km² com população de 672 habitantes (2007) e densidade populacional de 7,28 hab./km².

## Demografia
| Variação demográfica do município entre 1991 e 2004 | Variação demográfica do município entre 1991 e 2004 | Variação demográfica do município entre 1991 e 2004 | Variação demográfica do município entre 1991 e 2004 |
| --------------------------------------------------- | --------------------------------------------------- | --------------------------------------------------- | --------------------------------------------------- |
| 1991                                                | 1996                                                | 2001                                                | 2004                                                |
| 216                                                 | 182                                                 | 162                                                 | 152                                                 |